# Мерикюлаский десант
Мерикюлаский десант (в русских источниках также Мерикюльский десант и Мерекюльский десант) — тактический морской десант, высаженный 14—17 февраля 1944 года Балтийским флотом в ходе Ленинградско-Новгородской наступательной операции во время Великой Отечественной войны. Одна из самых тяжёлых и неудачных военных операций советской армии.

## Планирование операции
После окончательного снятия блокады Ленинграда в январе 1944 года войска 2-й ударной армии (командующий — генерал-лейтенант И. И. Федюнинский) Ленинградского фронта (командующий — генерал армии Л. А. Говоров) наступали вдоль побережья Балтийского моря, имея задачу форсировать реку Нарва и прорваться в материковую часть Эстонии. Рубеж реки Нарва, пересекающей узкий перешеек между Чудским озером и Балтийским морем, являлся для них естественным препятствием. Предвидя возможность отхода из-под Ленинграда, командование группы армий «Север» заранее соорудило мощную укреплённую оборонительную линию по реке. Её оборону заняли части 18-й армии генерал-полковника Георга Линдемана.
В мемуарах командующего Балтийским флотом адмирала В. Ф. Трибуца отмечается, что идея высадки десанта в районе села Мерекюла (Мерикюля) на побережье Нарвского залива силами батальона морской пехоты принадлежала Л. А. Говорову. Он же якобы запретил передавать десанту артиллерию, танки и средства усиления, мотивируя это стеснением действий десанта. Десант высаживался в ближайшем немецком тылу (в 6 километрах за линией фронта) и имел задачу перерезать приморское шоссе и железную дорогу Нарва — Раквере, овладеть станцией Аувере, прочно оседлать узлы дорог и удерживать занятый рубеж до подхода сухопутных частей. Прорыв войск 2-й ударной армии в район Аувере планировался к исходу дня 14 февраля. Данная версия вызывает серьёзные сомнения, поскольку в пересказе В. Ф. Трибуца речь идёт о необходимости десанту продержаться несколько часов, тогда как в реальности наступление 2-й ударной армии было запланировано на 17 февраля.
Однако даже если Л. А. Говоров действительно отдавал такой приказ, то получив чрезвычайно трудную боевую задачу для десанта, командующий Балтийским флотом не предпринял необходимых мер для её успешного выполнения. Были повторены практически все неудачные шаблонные действия по подготовке десантных операций, которые ещё осенью 1941 года привели к гибели Петергофского и Стрельнинского десантов. Так, после высадки десанта боевые действия флота по его артиллерийской и авиационной поддержке запланированы не были. Взаимодействие с армейскими частями не организовывалось, корректировщики от артиллерии и от авиации в состав десанта включены не были. План эвакуации на случай неудачи не разрабатывался. По существу весь план операции сводился к организации перехода отряда кораблей с десантом в точку высадки и к высаживанию его на побережье.

## Состав десанта
Десантный отряд состоял из 571-го отдельного батальона автоматчиков 260-й бригады морской пехоты Балтийского флота и стрелковой роты этой же бригады. Общая численность десанта составляла 517 бойцов. Командовал десантом командир батальона майор С. П. Маслов. Отряд имел на вооружении в основном автоматы (около 70 бойцов — винтовки), три 50-мм миномёта, 12 противотанковых ружей, 14 (по другим данным — 19) пулемётов, из которых 2 — станковых.
В отряд высадки десанта входили 4 бронекатера (БКА-101, БКА-102, МБКА-562, МБКА-563) и 8 катеров БМО (БМО-176 (БМО-510), БМО-177 (БМО-511), БМО-180, БМО-181, БМО-501, БМО-505, БМО-508, БМО-509) и 1 катер МО-4 (МО-122), в отряд траления — 10 катеров-тральщиков, в отряд артиллерийской поддержки — 3 канонерские лодки типа «Амгунь» («Москва», «Волга», «Амгунь») и 8 тральщиков.
Для воздушного прикрытия перехода выделялось 20 истребителей из 1-й гвардейской истребительной авиадивизии флота. Командовал операцией командир Островной ВМБ флота контр-адмирал Г. В. Жуков (командир высадки капитан 2 ранга Г. М. Горбачев).

## Ход операции
Силы десанта и отряд поддержки вышли с острова Лавенсаари в Нарвском заливе ночью 13 февраля. В целях достижения внезапности высадка производилась в ночное время без предварительной артиллерийской и авиационной подготовки. При приближении к месту высадки отряд столкнулся с плавающими льдами, из-за чего отряд траления был возвращён на базу. Переход и высадка первого эшелона действительно были произведены скрытно и без противодействия противника около 4 часов 14 февраля. Однако вскоре враг обнаружил десант и второй эшелон высаживался уже под артиллерийским и миномётным огнём. Оказалось, что разведывательные данные были неточными — побережье имело сильную противодесантную оборону, в районе высадки располагалось до 10 береговых орудий.
Всего на берег были высажены 432 человека со стрелковым вооружением. Два катера «БМО» погибли при высадке: БМО-176 (БМО-510) от артиллерийского огня, БМО-177 (БМО-511) подорвался на мине), ещё 1 «БМО» (БМО-505) и 1 бронекатер (МБКА-562) получили значительные повреждения. Ещё будучи на кораблях десант понёс потери — 9 человек убитых и 35 человек раненых; 41 человека катера высадить не смогли и доставили обратно на базу. Сразу после высадки корабли отряда высадки покинули место боя, а корабли артподдержки подошли с большим опозданием (на 3 часа) и не открывали огонь ввиду отсутствия связи с десантом.
Поскольку в месте боя оказались дислоцированными большое число вражеских частей, против десанта были быстро брошены превосходящие силы (в том числе батальон 20-й гренадерской (эстонской) дивизии СС, отдельные батальоны и роты пехотных и вспомогательных частей) и танки. От десанта не было получено ни одного радиосообщения, хотя в его составе имелось 4 рации (вероятно, все они были повреждены или промочены при высадке). При высадке был тяжело ранен командир десанта, продолжавший руководить боем и погибший 15 февраля. Десантники пытались выполнить поставленный приказ: разделившись на три группы (приблизительно в 300, 70 и 70 человек), прорваться в направлении станции Аувере. Однако брошенный без поддержки в полосе вражеской обороны небольшой десант, к тому же ещё и разделившийся, был быстро блокирован. По отзывам противника, морские пехотинцы вели бой с исключительной отвагой, не сдаваясь в плен. Против них были задействованы авиация, танки и артиллерия. 16 февраля организованное сопротивление последней группы прекратилось. Уцелевшие бойцы пытались мелкими группами и поодиночке перейти линию фронта. Это почти никому не удалось, так как местность была насыщена немецкими войсками.

Отправка советского десанта в район Мерикюла
1-я и 4-я страницы письма участника Мерикюлаского десанта Григория Семёнкина директору Нарвского музея Кривошееву Е. П., 1970 год

## Итоги операции
В публикациях советского периода, в том числе в наиболее часто цитируемой статье маршала Л. А. Говорова, указывается что десант выполнил поставленную задачу, оттянул на себя значительные силы врага и способствовал захвату и расширению плацдарма на реке Нарва. Однако этот плацдарм был захвачен ещё 5 февраля, а операция по его расширению, также окончившаяся неудачей, началась лишь 17 февраля. Потеснить противника и занять место гибели десанта советским войскам удалось лишь в начале марта. Версия об отвлечении десантом крупных сил врага также не соответствует действительности, так как участвующие в бою с ним подразделения изначально находились в месте боя или в ближайших окрестностях, и снимать их с других участков не пришлось. А ввиду отсутствия 14 — 15 февраля советского наступления, враг не нуждался также и в их переброске к линии фронта.
По факту стремительной гибели десанта на третьем году войны при наличии опыта почти 100 тактических десантных операций, в ближней зоне действия сильного флота с большим количеством небольших кораблей и катеров и с мощной авиационной группировкой Нарком ВМФ СССР Н. Г. Кузнецов подписал специальную директиву в адрес командования Балтийского флота, обвинив его в ряде крупных недостатков при подготовке и проведению операции:

1. Отряд кораблей высадил десант на берег и не обеспечил огнём оперативной самостоятельности десанта на берегу, что не может считаться выполнением его задачи,

2. Успех высадки небольшого десанта автоматчиков без артиллерийских средств возможен только при явном отходе частей противника, однако десант оказался высажен в расположение сильных частей противника, стоящих в обороне (то есть, отсутствие разведки),

3. Корабли поддержки должны были действовать более решительно и настойчиво и не уходить до окончания выполнения своей задачи.

4. С рассветом необходимо было обеспечивать действия десанта на берегу организованными массированными действиями авиации флота.

## Потери сторон
Через линию фронта перешли 6 бойцов, ещё 8 раненых десантников были захвачены в плен. Все остальные погибли в бою.
Данные о немецких потерях существенно разнятся. По одним советским публикациям, десантниками уничтожено до 1500 солдат врага и подбито 20 танков. По другим эти цифры возрастают до 2000 и 25 соответственно. Скорее всего, эти данные завышены. Например, часто указывается о разгроме штаба немецкой дивизии, однако участвовавший в бою штаб 227-й пехотной дивизии разгромлен не был, а продержался до подхода подкреплений.
Данных от немецкой стороны о своих потерях пока не опубликовано. Есть фрагментарная информация: по данным отчёта 227-й пехотной дивизии, её потери вместе с приданными ей силами составили: 32 человека убитыми, 74 — ранеными, 4 — пропавшими без вести. Прочие подразделения потеряли не более 10 человек.

## Память

Памятник советскому десанту в Мерикюла. Демонтирован 16 августа 2022 года

Долгие годы история десанта замалчивалась. В конце 1960-х годов благодаря нескольким ветеранам флота появился ряд публикаций в прессе, был установлен поимённо личный состав десанта. Тем не менее никто из десантников награждён не был. Единственная книга о мерикюласком десанте — «Разве можно забыть Мерекюла?» В. Гринкевича — опубликована в 1979 году (переиздана в 1982 году). Книга «Десантницы» Н. Колеватова и В. Серченкова рассказывает о семи девушках, служивших радистками и погибших при высадке десанта. Кроме того, десант упоминается в одной из сюжетных линий романа Евгения Войскунского «Румянцевский сквер».
В 1972 году на месте высадки десанта в Мерикюла, микрорайоне города Нарва-Йыэсуу был установлен памятник воинам-десантникам, разрушенный в 1990 году эстонскими националистами и восстановленный через несколько лет. 16 августа 2022 года власти Эстонии демонтировали посвящённый десанту мемориал.

Краснофлотцы, участники Мерикюлаского десанта. Фото 1943 года
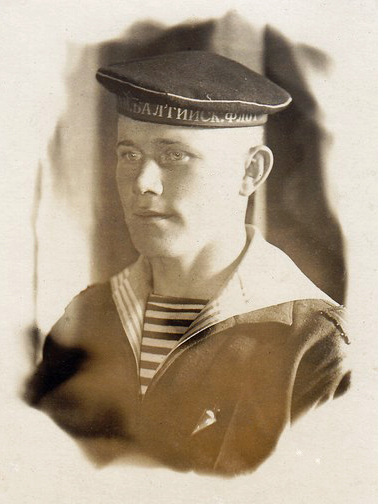
Николай Иванов
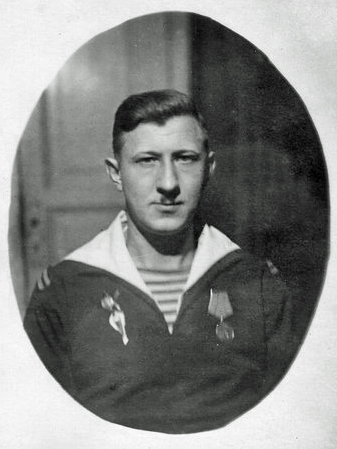
С. Мерцалов
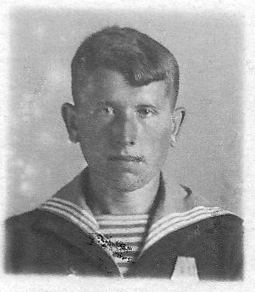
В. Шаров

### Документы
- Блокада Ленинграда в документах рассекреченных архивов / Под ред. Н. Л. Волковского.. — СПб.: Полигон, 2005. — 766 с.

### Книга памяти
- Никто не хотел умирать // Книга памяти Калининградской области. — С. 226—227.

### Мемуары
- Кузнецов Н. Г. Курсом к победе. — Голос. — М., 2000.
- Говоров Л. А. В боях за город Ленина: Статьи, 1941 - 1945 годы. — Воениздат. — Л., 1945. — 88 с.
- В. Ф. Трибуц. Балтийцы сражаются. — М.: Воениздат, 1985. — 463 с. — (Военные мемуары).
- Тике, Вильгельм. Трагедия верности. Воспоминания немецкого танкиста. 1943–1945. — М.: ЗАО «Центрполиграф», 2014.

### Исторические исследования
- Абрамов Е. П. Подвиг морской пехоты. «Стой насмерть!» — Москва: Эксмо; Яуза, 2013. — 413 с.; ISBN 978-5-699-62623-6. — Глава «Реквием Нарвскому десанту».
- Заблотский А.Н., Ларинцев Р.И. Забытый десант // Десанты Великой Отечественной войны. — М.: Эксмо, 2008. — 512 с. — ISBN 978-5-699-26702-6.

### Публицистика
- Гринкевич В. Когда пылала Балтика… — Таллин: Ээсти раамат, 1975. — 128 с. (Мерикюласкому десанту посвящена одна из 10 глав этой книги)
- Гринкевич В. Разве можно забыть Мерекюла. — Таллинн: Ээсти раамат, 1982. — 83 с.
- Колеватов Н. А., Серченков В. А. Десантницы. — Киров: Волго-Вятское книжное издательство, 1978. — 229 с.
- // Журнал «Балтийский мир». — 2009. — № 2.
- // Журнал «Морские вести России». — 2009. — № 7—8.
- Великая Отечественная. День за днём. // Журнал «Морской сборник». — 1994. — № 2.